# Neukirchen bei Sulzbach-Rosenberg
Neukirchen bei Sulzbach-Rosenberg (nome ufficiale: Neunkirchen b.Sulzbach-Rosenberg) è un comune tedesco situato nel circondario di Amberg-Sulzbach, nel land della Baviera.